# Ricardo Laborde
Ricardo Laborde est un footballeur colombien né le 16 février 1988 à Carthagène des Indes. Il évolue au poste de milieu offensif droit au Anorthosis Famagouste FC .

## Biographie
Il reçoit six sélections en équipe de Colombie des moins de 20 ans, inscrivant deux buts.
Ricardo Laborde joue dans plusieurs pays : en Colombie, au Brésil, en Suisse, à Chypre, et en Russie.
Il participe à la Ligue Europa avec les clubs de l'Anorthosis Famagouste et du FK Krasnodar. Il atteint les huitièmes de finale de cette compétition en 2017 avec Krasnodar, en étant battu par le club espagnol du Celta de Vigo.

## Palmarès
- Finaliste de la Coupe de Russie en 2014 avec le FK Krasnodar